# Rainer Maria Rilke
Rainer Maria Rilke (Praag, 4 december 1875 – Montreux, 29 december 1926) was een van de belangrijkste lyrische dichters in de Duitse taal. Daarnaast schreef hij verhalen, een roman, opstellen over kunst en cultuur en ook maakte hij talrijke vertalingen, onder andere uit het Frans naar het Duits, van literaire werken en van lyriek. Zijn omvangrijke briefwisselingen vormen een belangrijk deel van zijn literaire nalatenschap.

## Leven

### 1875–1896: Jeugd en opleiding
Rilke werd op 4 december 1875 te Praag, Bohemen geboren als René Karel Wilhelm Johann Josef Maria Rilke. In die tijd behoorde Bohemen tot het koninkrijk Oostenrijk-Hongarije en spraken vooral de hogere klassen in Praag geen Tsjechisch, maar Duits, zoals ook Franz Kafka. Zijn jeugd verliep moeizaam.
Zijn vader, Josef Rilke (1838–1906) was een ontevreden man met een zwak karakter. Na een mislukte militaire carrière werd hij ambtenaar bij de spoorwegen. Zijn moeder, Sophie ("Phia") Entz (1851–1931) was een bazige vrouw uit een welgestelde Praagse familie van industriëlen (oorspronkelijk joods, maar later tot het christendom bekeerd). Zij zag haar dromen van een voornaam leven in haar huwelijk niet uitkomen. In 1884 leidde dit tot een echtscheiding.
De verhouding met zijn moeder werd belast, doordat zij niet over de vroegtijdige dood van haar oudste dochter heen gekomen was en zij daarom René (Frans: De herborene) in de rol van zijn overleden zuster dwong. Tot zijn zesde levensjaar werd Rilke als meisje opgevoed: op oude foto's draagt hij een jurkje en lang haar.
Onder druk van zijn ouders volgde de jongen, die veel talent voor dichten en tekenen aan de dag legde, vanaf 1885 een militaire opleiding, als voorbereiding op een loopbaan als officier. De militaire oefeningen en de ervaringen binnen een samenleving van louter mannen, traumatiseerden de gevoelige jongen blijvend. In 1891 stopte hij vanwege een ziekte met zijn militaire opleiding, waarna hij zich van 1892 tot 1895 met privé-onderwijs voorbereidde op zijn eindexamen waar hij in 1895 voor slaagde. Vervolgens studeerde hij in 1895 en 1896 literatuur, kunstgeschiedenis en filosofie in Praag en München.
Praag, zetel van een der eerste Duitstalige universiteiten, was rond 1900 een kweekvijver voor aankomende schrijvers. Alleen al drie dichterskringen wedijverden met elkaar: Max Brod en zijn vrienden Franz Kafka, Felix Weltsch en Oskar Baum vormden de kleinere Praagse kring. Veel auteurs waren lid van vereniging "Wefa", maar zij zijn nu vergeten. Rilke, Gustav Meyrink uit Turkije, die beroepshalve in Praag was en de jonge Franz Werfel behoorden tot de neo-romantische kring Jong-Praag. De dromerige zwaarmoedigheid van Rilkes eerste gedichten weerspiegelen het conflict tussen zijn melancholie en de bruisende levenslust van de stad. Na zijn vertrek in 1896 veranderde Rilke zijn voornaam van "René" in Rainer om afstand te nemen van zijn familie.

### 1897–1902: Vrouwen, reizen, Rodin

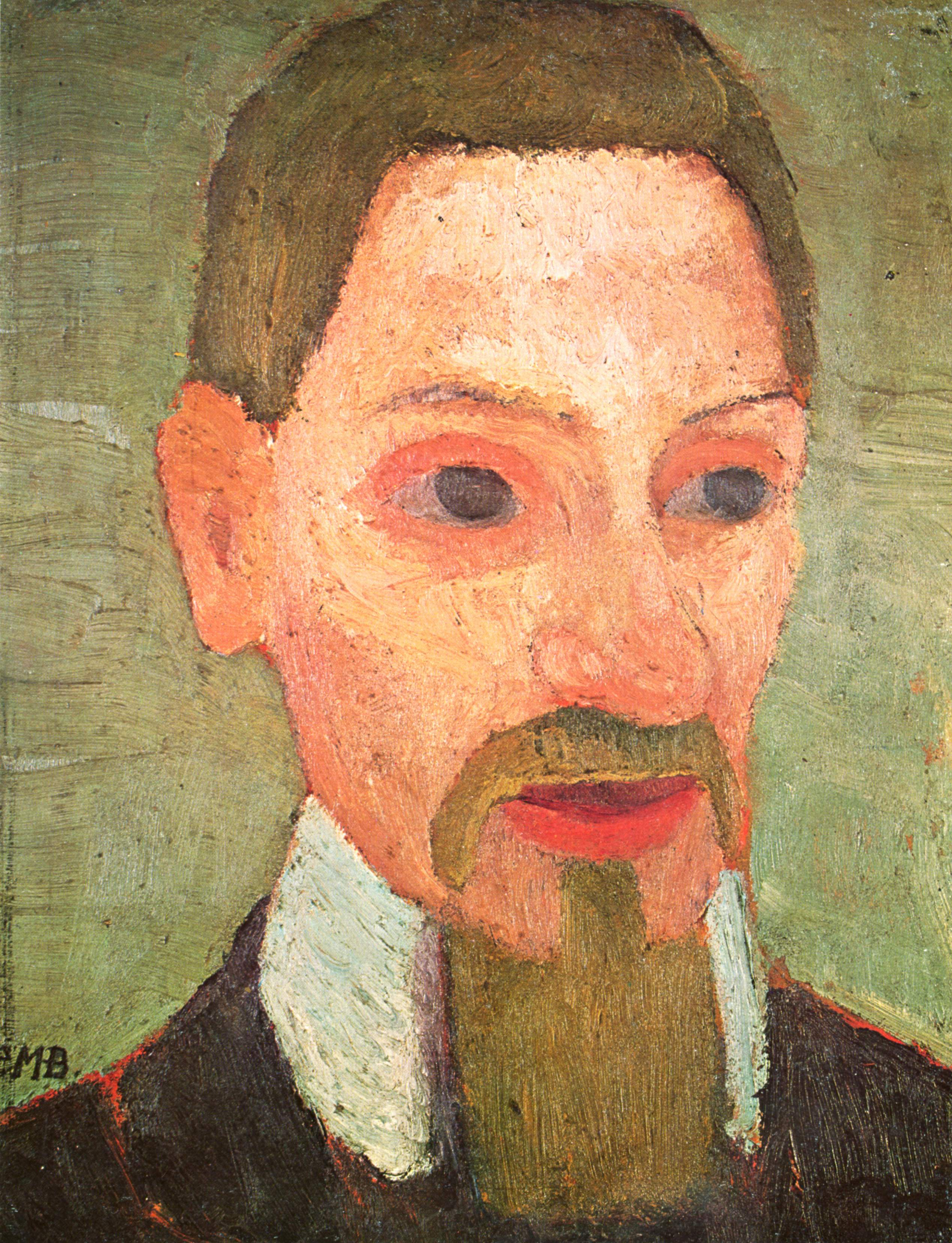
Paula Modersohn-Becker: Portret van Rilke, 1906.

In 1897 werd Rainer Maria Rilke te München verliefd op de bereisde Russisch-Duitse filosofe en schrijfster Lou Salomé, die echter gehuwd was en haar tweede familienaam Andreas handhaafde. Rilke reisde Lou Andreas-Salomé in de herfst van 1897 naar Berlijn achterna en nam zijn intrek in een woning vlak bij haar in de buurt. In 1898 ondernam hij zijn eerste buitenlandse reis van een paar weken naar Italië. In de twee volgende jaren bezocht hij Rusland tweemaal. In 1899 reisde hij met het echtpaar Andreas naar Moskou, waar hij Leo Tolstoj ontmoette. In mei tot augustus van 1900 volgde een tweede Ruslandreis, deze keer alleen met Lou Andreas-Salomé, weer naar Moskou en naar Sint-Petersburg.
De innige relatie met de bijna vijftien jaar oudere Lou Salomé duurde tot omstreeks 1900. Ook na de scheiding bleef ze tot het einde van zijn leven Rilkes beste vriendin en adviseur. Zij had in 1912 en 1913 psychoanalytische ervaring opgedaan bij Sigmund Freud, die bij haar dood over haar schreef dat zij "voor de grote dichter Rainer Maria Rilke, die nogal hulpeloos in het leven stond, zowel muze als zorgzame moeder was geweest".
In de herfst van 1900 ontmoette Rilke de beeldhouwster Clara Westhoff (1878–1954), toen hij een bezoek bracht aan Heinrich Vogeler in Worpswede. Het voorjaar daarop trouwden ze. In december 1901 kregen zij een dochter Ruth (1901-1972), maar al in de zomer van 1902 verliet Rilke de gemeenschappelijke woning en reisde naar Parijs om daar aan een monografie over de beeldhouwer Auguste Rodin (1840-1917) te werken. Rilke raakte in Worpswede ook bevriend met een van de oprichters, Otto Modersohn (1865-1943) en diens echtgenote, de kunstschilder Paula Modersohn-Becker (1876-1907). Zij schilderde in 1906 een portret van Rilke. De relatie tussen Rilke en Clara Westhoff bleef gedurende zijn verdere leven bestaan, maar hij bleek niet de man voor een burgerlijk en plaatsgebonden gezinsleven. Tegelijkertijd ging hij gebukt onder financiële problemen, die maar moeizaam opgelost konden worden door opdrachten aan te nemen.

### 1902–1910: Eerste scheppingsperiode
Zijn eerste verblijf in Parijs viel Rilke zwaar, omdat de vreemde grote stad voor hem veel verschrikkingen in petto had. Deze ervaringen heeft Rilke later in het eerste deel van zijn enige roman Die Aufzeichnungen des Malte Laurids Brigge (De aantekeningen van Malte Laurids Brigge) weergegeven. Tegelijkertijd echter zorgde de ontmoeting met de moderne wereld voor talrijke prikkels: Rilke verdiepte zich eerst grondig in de beeldhouwwerken van Auguste Rodin en daarna in het werk van de schilder Paul Cézanne (1839-1906). Langzamerhand werd Parijs de belangrijkste woonplaats van de dichter. Van 1905 tot 1906 was Rilke secretaris bij Auguste Rodin, die een idealistische vaderfiguur voor hem was. Kort nadat Rilkes echte vader gestorven was, werd hij in mei 1906 abrupt door Rodin ontslagen.
Voor de ontwikkeling van Rilke als dichter is de samenwerking met Rodin van belang gebleken. Rodin wees hem op het belang van het observeren in de kunst. Daardoor veranderde Rilke zijn poëtische opvattingen. Terwijl zijn vroegere gedichten sterk emotioneel geladen waren, nam hij nu een object of onderwerp (een plant, een dier, een carrousel) als uitgangspunt waarvan hij na intense objectieve observatie het essentiële, de kern probeerde weer te geven. Een typisch voorbeeld van deze zogenaamde Dinggedichte (gedichten over voorwerpen) is het beroemde gedicht Der Panther.
Zijn belangrijkste dichtwerken uit de Parijse tijd zijn de Neue Gedichte (Nieuwe gedichten, 1907), Der neuen Gedichte anderer Teil (De nieuwe gedichten. Het andere deel, 1908), de beide Requiem-gedichten (1909), en de vermelde roman Die Aufzeichnungen des Malte Laurids Brigge, waaraan hij in 1904 al was begonnen, maar die hij pas in januari 1910 voltooide.

### 1910-1919: Stagnatie en wereldoorlog

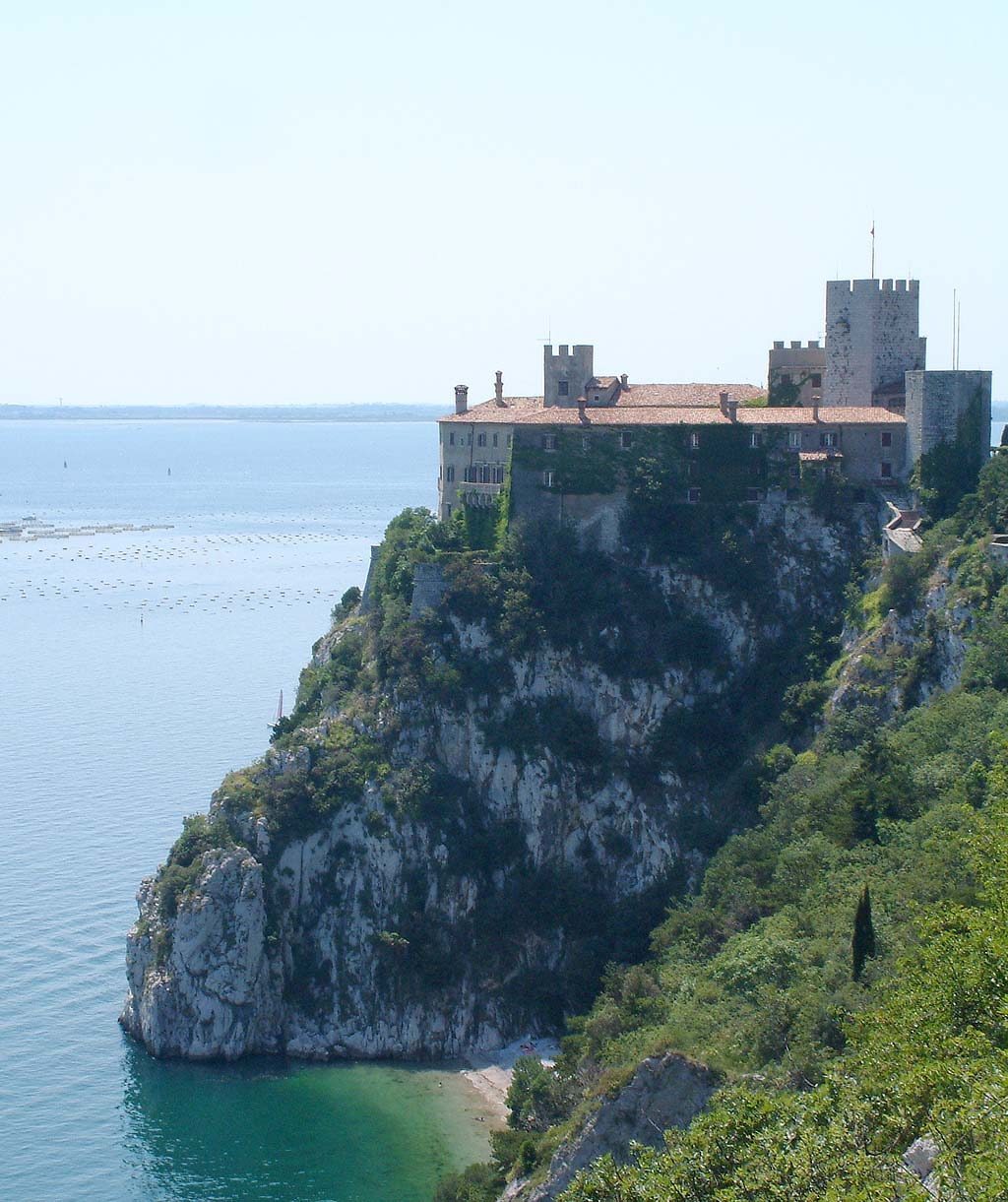
Kasteel Duino bij Triëst.

Na de voltooiing van Die Aufzeichnungen des Malte Laurids Brigge ontbrak het Rilke lang aan scheppingsvermogen, tot hij in februari 1922 de Elegieën van Duino (Duineser Elegien) afmaakte, waaraan hij al in 1912 begonnen was. Deze gedichtencyclus dankt zijn naam aan zijn verblijf van oktober 1911 tot mei 1912 op het slot Duino van Marie prinses von Thurn und Taxis, dat bij Triëst ligt.
Het uitbreken van de Eerste Wereldoorlog overviel Rilke tijdens een verblijf in Duitsland. Hij kon niet meer naar Parijs terug. Zijn bezittingen in Parijs werden in beslag genomen en geveild. Het grootste deel van de oorlog bracht Rilke te München door. Van 1914 tot 1916 had hij een stormachtige affaire met de schilderes Lou Albert-Lasard.
Begin 1916 werd Rilke opgeroepen voor militaire dienst en moest hij in Wenen een militaire basisopleiding volgen. Op voorspraak van een invloedrijk vriend werd hij overgeplaatst naar de militaire archiefdienst en op 9 juni 1916 uit militaire dienst ontslagen. De tijd daarna bracht hij weer in München door, onderbroken door een verblijf op het landgoed Böckel bij Rödinghausen in Westfalen van Herta Koening. De traumatische ervaring van de militaire dienst, een herhaling van de verschrikkingen van zijn militaire schooltijd, deed hem als dichter vrijwel volledig verstommen.

### 1919–1926: Voltooiing
Op 11 juni 1919 reisde Rilke van München naar Zwitserland. De officiële reden was een uitnodiging uit Zürich om een voordracht te geven, de eigenlijke reden was echter de wens om te ontsnappen aan de naoorlogse hectiek, om zo het werk aan de Elegieën van Duino na lange tijd weer te kunnen opnemen. De zoektocht naar een geschikte en betaalbare woning bleek moeilijk. Rilke verbleef onder andere in Soglio, Locarno en Berg am Irchel. Pas in de zomer van 1921 vond hij zijn uiteindelijke woning in het Chateau de Muzot in de buurt van Sierre in het Kanton Wallis. In 1922 kocht Rilkes mecenas Werner Reinhart (1884–1951) het huis en hij liet Rilke er kosteloos in wonen.
Hier brak een zeer productieve tijd aan, en binnen enkele weken voltooide Rilke in februari 1922 de Duineser Elegien (Elegieën van Duino), niet lang daarna schiep hij daar ook de beide delen van de gedichtencyclus Sonnette an Orpheus (Sonnetten voor Orpheus). Beide werken worden tot de hoogtepunten van Rilkes werk gerekend.
Sinds 1923 had Rilke echter met gezondheidsproblemen te kampen, waardoor hij langere tijd in een sanatorium opgenomen moest worden. Ook zijn langdurige verblijf in Parijs van januari tot augustus 1925 was een poging om door verandering van plaats en levensomstandigheden aan zijn ziekte te ontsnappen. Toch schreef hij ook in deze laatste jaren tussen 1923 en 1926 nog talrijke losse gedichten (bijvoorbeeld Gong en Mausoleum) alsook een omvangrijk lyrisch werk in de Franse taal.
Pas kort voor zijn overlijden werd vastgesteld dat Rilke aan leukemie leed. De dichter stierf op 29 december 1926 in het sanatorium Valmont sur Territet in de buurt van Montreux en werd op 2 januari 1927 op de begraafplaats van Raron, ten westen van Visp, bijgelegd. Op zijn grafsteen staat een door hemzelf uitgekozen epitaaf:

Rose, oh reiner Widerspruch, Lust, 

Niemandes Schlaf zu sein unter soviel

Lidern.

Roos, o zuivere tegenspraak, genot, 

niemands slaap te zijn onder zoveel

oogleden.

## Het literaire werk
Rilke volgde in zijn gedichten de filosofie van zijn tijd, namelijk die van Arthur Schopenhauer en met name Friedrich Nietzsche, die hij al vroeg leerde kennen. Zo brak hij met de oriëntatie op het hiernamaals van het westerse christendom en een eenzijdige rationele natuurwetenschappelijke verklaring van de werkelijkheid.
De jonge Rilke ervoer het gemis van een vaderland sterk en daarom wekt het geen verbazing dat zijn eerste gedichten vooral over thema "Heimat" (vaderland, geboortegrond, plaats van oorsprong) gaan. In deze gedichten vinden we beschouwingen over zijn geboorteplaats Praag, vooral in de dichtbundel Larenoffer (Larenopfer), die in 1896 verscheen.
Tot de eerste werken van Rilke behoren de dichtbundels Wegwarten (Wilde cichorei), Traumgekrönt (Gekroond met een droom) en Advent. In de bundel Mir zur Feier (Om mij te vieren, 1897/89) bespreekt Rilke voor het eerst het innerlijke leven van de mens. De niet uitgegeven gedichtenbundel Dir zur Feier (Om jou te vieren)(1987/98) is een liefdesverklaring aan de vereerde Lou Andreas-Salomé. Das Stunden-Buch (Getijdenboek, drie delen verschenen in 1899–1903) is naar het traditionele kerkelijke gebedenboek (getijdenboek) vernoemd, en vormt het eerste hoogtepunt van het vroegere werk van Rilke. Het drukt volgens Rilke zijn directe relatie met God uit, die geheel zonder de traditionele binding van de kerk kan bestaan. Rilkes typische muzikale en virtuoze latere taalgebruik tekent zich hier al af in extatische bewoordingen.
De filosofie van Nietzsche – die ook door Lou Andreas-Salomé, die een vriendin van beide mannen was, werd uitgedragen – wordt rond de eeuwwisseling steeds belangrijker voor Rilke. De aanvaarding van de werkelijkheid zonder de troost van een hiernamaals of enige romantiek van sociale ontwikkeling bepaalde ook Rilkes visie. Dat blijkt uit zijn intense waarneming van zowel de natuur als van de menselijke verhoudingen en het gevoelsleven. Dit alles vormt Rilkes Weltinnenraum ("binnenruimte van de wereld"), een verbinding van buiten- en binnenwereld.
Van Rilkes werken uit zijn middenperiode tussen 1910 en 1912 zijn vooral zijn Neue Gedichte en de roman Die Aufzeichnungen des Malte Laurids Brigge vormend. Rilke bekeert zich in deze werken radicaal tot de wereld van menselijke ervaring. Met behulp van deze ervaring probeert hij het wezen van de dingen te vatten. Zo ontstaan zijn gedichten over dingen, Dinggedichte als Blaue Hortensie (Blauwe Hortensia) en Der Panther (De Panter), die door een intensieve waarneming de tijdloze kern van de beschreven zaken openbaren. In zoverre kunnen Rilkes gedichten symbolistisch genoemd worden. Deze manier van de wereld begrijpen (Rilke noemt het Dasein) bereikt haar diepste radicaliteit zodra ze niet meer voor de ervaring van ellende en dood terugschrikt. Dit leidt tot het voor Rilke specifieke expressionisme, dat in de eerste delen van de Duineser Elegien de plaats van de zakelijkheid en de vergaande passieloosheid van de voorgaande periode inneemt.
Deze stijl perfectioneert Rilke vervolgens na de lange productieloze periode tussen 1912 en 1922 in zijn Duineser Elegien en zijn Sonetten an Orpheus. Met deze latere gedichten bereikt Rilkes lofzang op de immanentie van de wereld en zijn onderzoek naar de menselijke gesteldheid zijn einddoel.

## Rilke'sNachleben

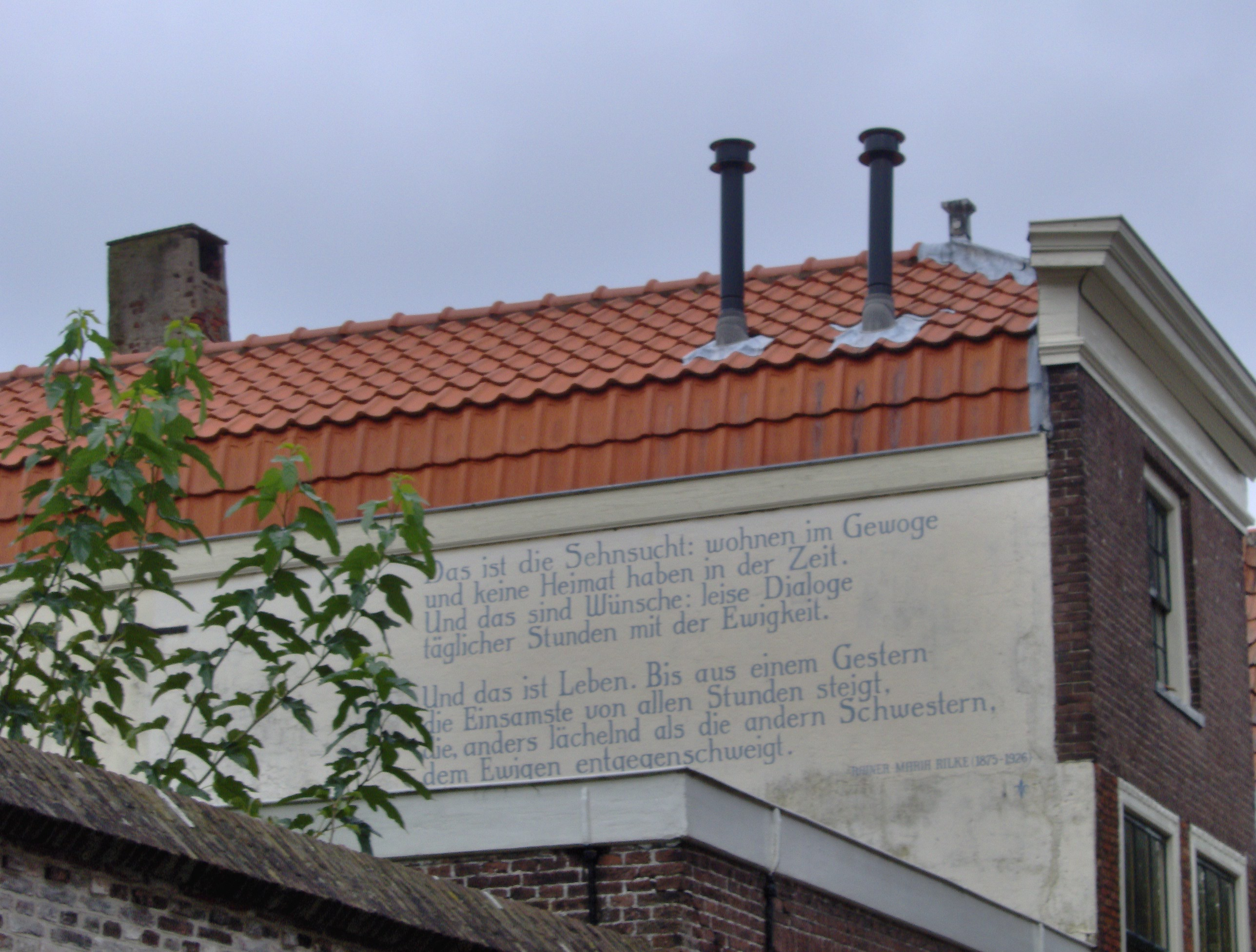
Gedicht van Rilke op een muur in Leiden, 2008

Rilke's werk is op verscheidene websites gepubliceerd en in Duitsland ook bekend geworden door het Rilke-Projekt, waarbij gedichten op muziek gezet worden. In het Engelse taalgebied heeft de kunstenares Anne Clark op haar album Just after sunset uit 1998 ook werken van Rilke gebruikt. In Vlaanderen kreeg de receptie van Rilke een stimulans doordat componist Piet Swerts in zijn Symphonie no 2 - Morgenrot een drietal teksten van Rilke op muziek zette.
In 2009 gebruikte de Duitse filosoof Sloterdijk een passage uit Rilke's sonnet "Archaïscher Torso Apollos", waarmee hij in 1908 zijn cyclus "Die neuen Gedichte anderer Teil" opende, als titel voor zijn werk "Du mußt dein Leben ändern".

### Rilke-project
In het kader van het "Rilke-project" vertolkten (in Duitsland) bekende hedendaagse zangers en toneelspelers (onder wie Mario Adorf, Iris Berben, Karlheinz Böhm, Hannelore Elsner, Nina Hagen, Rudolph Moshammer, Xavier Naidoo, Wolfgang Niedecken, Jürgen Prochnow, Katja Riemann, Otto Sander, Peter Ustinov) teksten van Rilke. Hiermee werd geprobeerd Rilke voor nieuwe generaties toegankelijk te maken.

### Nederlandse vertalingen
Ook in het Nederlandse taalgebied verschijnen regelmatig vertalingen en uitgaven van Rilkes werk, waaronder:
- Het Getijdenboek ("Das Stunden-Buch"), samengesteld en vertaald door Piet Thomas. Uitg. Ten Have, Utrecht, 2004.
- Nieuwe gedichten, vertaald door Peter Verstegen, uitgeverij G.A. van Oorschot, 1997.
- Nieuwe gedichten. Het andere deel, vertaald door Peter Verstegen, uitg. Athenaeum - Polak & Van Gennep, 1998.
- De mooiste gedichten / Rainer Maria Rilke, vertaald door Piet Thomas, met aquarellen van Auguste Rodin, Leuven, Davidsfonds/Literair, 1999.
- De elegieën van Duino, opnieuw vertaald door Atze van Wieren, uitg. IJzer, Utrecht, 2006.
- De sonnetten aan Orpheus, opnieuw vertaald door Wessel ten Boom, uitg. IJzer, Utrecht, 2019.
- Twee Praagse verhalen, bestaande uit 'Koning Bohus' en 'Broer en zus', vertaald door John Fenoghen, uitg. Vleugels, Bleiswijk, 2023.

## Uitgaven

### Verzamelde werken
- Rainer Maria Rilke, Sämtliche Werke in 12 Bänden, uitgegeven door het Rilke-Archiv in samenwerking met Ruth Sieber-Rilke, bezorgd door Ernst Zinn. Frankfurt am Main. 1976.
- Rainer Maria Rilke, Werke. Kommentierte Ausgabe in vier Bänden und einem Supplementband, uitgegeven door Manfred Engel, Ulrich Fülleborn, Dorothea Lauterbach, Horst Nalewski en August Stahl. Frankfurt am Main en Leipzig 1996 en 2003.

### Dichtbundels
Links verwijzen veelal naar Duitstalige websites.
- Leben und Lieder (Leven en liederen, 1894)
- Larenopfer (Larenoffer, 1895)
- Traumgekrönt (Gekroond met een droom, 1897)
- Advent (Advent, 1898)
- Mir zur Feier (Om mij te vieren, 1909)
- Das Stunden-Buch (Het getijdenboek)
  - Das Buch vom mönchischen Leben, 1899
  - Das Buch von der Pilgerschaft, 1901
  - Das Buch von der Armuth und vom Tode, 1903
- Das Buch der Bilder (Het beeldenboek, 4 delen, 1902–1906)
- Neue Gedichte (Nieuwe gedichten, 1907)
- Der neuen Gedichte anderer Teil (Nieuwe gedichten. Het andere deel, 1908, opgedragen aan zijn vriend Auguste Rodin.
- Requiem, 1908
- Das Marien-Leben (Het Marialeven,  1912)
- Duineser Elegien (Elegieën van Duino, 1912/1922). Nederlandse vertaling: 'De elegieën van Duino', Uitgeverij IJzer, 2006.
- Die Sonette an Orpheus (Sonnetten voor Orpheus, 1922)
  - Erster Teil
  - Zweiter Teil
- Die Phallische Hymnen (lang na Rilkes dood uitgegeven)

#### In het Frans
- 'Vergers (Boomgaarden, 1926)
- Les Quatrains Valaisans (De kwatrijnen uit Wallis, 1926)
- Les Roses (De rozen, 1927)
- Les Fenêtres (De vensters, 1927)

### Proza
- Zwei Prager Geschichten (Twee Praagse verhalen, 1899)
- Die Weise von Liebe und Tod des Cornets Christoph Rilke (De Kornet, voor het eerst gepubliceerd in 1904, afgerond in 1906) [2]
- Die Aufzeichnungen des Malte Laurids Brigge (De aantekeningen van Malte Laurids Brigge, roman, 1910)
- Vom lieben Gott und Anderes (1900), vanaf de 2e druk Geschichten vom lieben Gott (1904)

### Brieven
Rilkes correspondentie is omvangrijk. De belangrijkste Duitse verzamelde uitgaven zijn:
- Gesammelte Briefe in sechs Bänden, uitgegeven door Ruth Sieber-Rilke und Carl Sieber, Leipzig 1936-1939.
- Briefe, uitgegeven door het Rilke-Archiv in Weimar, 2 Bände, Wiesbaden 1950. Nieuwe uitgave in 1987 in 1 een Band.
- Briefe an Nanny Wunderly-Volkart - 1919–1926, uitgegeven door Ratus Luck en Niklaus Bigler, Insel, Frankfurt am Main, 1971
- Briefwechsel Rainer Maria Rilke – Anita Forrer, uitgegeven door Magda Kerényi, Insel, Frankfurt am Main, 1982.
- Briefe in zwei Bänden, uitgegeven door Horst Nalewski, Frankfurt und Leipzig 1991.
- Briefwechsel mit Ellen Key (& Clara Rilke-Westhoff), Insel, Frankfurt am Main, 1993.
- Rainer Maria Rilke - Auguste Rodin. Der Briefwechsel, uitgegeven door Ratus Luck, Insel, Frankfurt am Main, 2001.

In het Nederlands zijn onder andere Brieven aan Merline, Brieven aan Tora Holmström, Brieven over Cézanne en Brieven aan een jonge dichter uitgegeven.

## Gedichten
| Herbsttag Herr, es ist Zeit. Der Sommer war sehr groß. Leg deinen Schatten auf die Sonnenuhren, und auf den Fluren laß die Winde los. Befiehl den letzten Früchten voll zu sein; gib ihnen noch zwei südlichere Tage dränge sie zur Vollendung hin und jage die letzte Süße in den schweren Wein. Wer jetzt kein Haus hat, baut sich keines mehr. Wer jetzt allein ist, wird es lange bleiben, wird wachen, lesen, lange Briefe schreiben und wird in den Alleen hin und her unruhig wandern, wenn die Blätter treiben. (1902, uit: Das Buch der Bilder) |
| Der Panther Im Jardin des Plantes, Paris Sein Blick ist vom Vorübergehn der Stäbe so müd geworden, daß er nichts mehr hält. Ihm ist, als ob es tausend Stäbe gäbe und hinter tausend Stäben keine Welt. Der weiche Gang geschmeidig starker Schritte, der sich im allerkleinsten Kreise dreht, ist wie ein Tanz von Kraft um eine Mitte, in der betäubt ein großer Wille steht. Nur manchmal schiebt der Vorhang der Pupille sich lautlos auf -. Dann geht ein Bild hinein, geht durch der Glieder angespannte Stille - und hört im Herzen auf zu sein. (1902/03, uit Neue Gedichte) De Panter In de Jardin des Plantes, Parijs Zijn blik is van ’t onafgebroken staren naar tralies zo doodmoe dat hij niets ziet. Wel duizend, een nooit eindigende schare, en achter al die tralies geen verschiet. De zachte tred van soepelsterke poten die almaar, aldoor in de rondte gaat, lijkt wel een dans, de cirkel wordt gesloten waarin verdoofd een grote wilskracht staat. Heel soms trekt nog de sluier voor de ogen geluidloos op -. Dan kan een beeld erdoor naar binnen, maar het hart blijft onbewogen - in stilte gaat het beeld teloor. (Vertaling: Gerda Baardman). |
| Die Liebenden Sieh, wie sie zu einander erwachsen: in ihren Adern wird alles Geist. Ihre Gestalten beben wie Achsen, um die es heiß und hinreißend kreist Dürstende, und sie bekommen zu trinken, Wache, und sieh: sie bekommen zu sehn. Laß sie ineinander sinken, um einander zu überstehn. (1908, Paris) L'Attente C'est la vie au ralenti, c'est le cœur à rebours, c'est une espérance et demie: trop et trop peu à son tour. C'est le train qui s'arrête en plein chemin sans nulle station et on entend le grillon et on contemple en vain penché à la portière, d'un vent que l'on sent, agités les prés fleuris, les prés que l'arrêt rend imaginaires. (1926) |